# Lize Marke
Lize Marke (geboren als Liliane Couck, Denderleeuw, 1 december 1936), is een Belgische zangeres die haar land vertegenwoordigde tijdens het Eurovisiesongfestival 1965.

## Levensloop
Lize Marke begon met zingen in 1962, en nam reeds een jaar later deel aan de Belgische preselectie voor het Eurovisiesongfestival. Ze nam deel met twee nummers: Luister naar de wind en Saksisch porselein. Beide nummers haalden de finale, en werden respectievelijk tweede en vierde.
In 1965 mocht ze alle zes de nummers in de preselectie zingen. Uiteindelijk koos de jury voor Als het weer lente is. Hiermee mocht ze naar het tiende Eurovisiesongfestival, op 20 maart in Napels, Italië. Hier deed Lize het allesbehalve goed: ze werd gedeeld dertiende en laatste (met Duitsland, Finland en Spanje), en behaalde geen enkel punt. Het was de tweede keer dat België zonder punten naar huis ging, Fud Leclerc overkwam hetzelfde in 1962. Lize was wel de eerste vrouw die België vertegenwoordigde sinds het eerste festival, in 1956, toen Mony Marc de Belgische kleuren verdedigde.

## Discografie
- 1963: Luister naar de wind
- 1964: Esta noche no
- 1965: Als het weer lente is
- 1967: Kerstnacht
- 1967: Lara's Lied
- 1967: Wat is 't leven toch mooi
- 1970: Zeemeeuw
- 1972: Freedom met de Bob Boon Singers
- 1974: Papillon
- 1975: Vlaanderen mijn vaderland

1956: Fud Leclerc + Mony Marc · 
1957: Bobbejaan Schoepen · 
1958: Fud Leclerc · 
1959: Bob Benny · 
1960: Fud Leclerc · 
1961: Bob Benny · 
1962: Fud Leclerc · 
1963: Jacques Raymond · 
1964: Robert Cogoi · 
1965: Lize Marke · 
1966: Tonia · 
1967: Louis Neefs · 
1968: Claude Lombard · 
1969: Louis Neefs · 
1970: Jean Vallée · 
1971: Lily Castel & Jacques Raymond · 
1972: Serge & Christine Ghisoland · 
1973: Nicole & Hugo · 
1974: Jacques Hustin · 
1975: Ann Christy · 
1976: Pierre Rapsat · 
1977: Dream Express · 
1978: Jean Vallée · 
1979: Micha Marah · 
1980: Telex · 
1981: Emly Starr · 
1982: Stella · 
1983: Pas de Deux · 
1984: Jacques Zegers · 
1985: Linda Lepomme · 
1986: Sandra Kim · 
1987: Liliane Saint-Pierre · 
1988: Reynaert · 
1989: Ingeborg · 
1990: Philippe Lafontaine · 
1991: Clouseau · 
1992: Morgane · 
1993: Barbara · 
1995: Frédéric Etherlinck · 
1996: Lisa del Bo · 
1998: Mélanie Cohl · 
1999: Vanessa Chinitor · 
2000: Nathalie Sorce · 
2002: Sergio & The Ladies · 
2003: Urban Trad · 
2004: Xandee · 
2005: Nuno Resende · 
2006: Kate Ryan · 
2007: The KMG's · 
2008: Ishtar · 
2009: Copycat · 
2010: Tom Dice · 
2011: Witloof Bay · 
2012: Iris · 
2013: Roberto Bellarosa · 
2014: Axel Hirsoux · 
2015: Loïc Nottet · 
2016: Laura Tesoro · 
2017: Blanche · 
2018: Sennek · 
2019: Eliot · 
2021: Hooverphonic · 
2022: Jérémie Makiese · 
2023: Gustaph · 
2024: Mustii · 
2025: Red Sebastian